# Vor Arneths Grab, WAB 53
Vor Arneths Grab (Devant la tombe d'Arneth), WAB 53, est une élégie composée par Anton Bruckner en 1854, pour chœur d'hommes et trois trombones.

## Historique
Bruckner composa l'élégie Vor Arneths Grab, WAB 53, pour les funérailles de Michael Arneth, le prieur de l'Abbaye de Saint-Florian. L'œuvre, qui a été composée en même temps que le Libera me, WAB 22, a été exécutée le 28 mars 1854 au cimetière de l'abbaye.
L'élégie a été exécutée une deuxième fois pour les funérailles du magistrat Wilhelm Schiedermayr le 23 septembre 1855.
Le manuscrit original de l'élégie se trouve dans les archives de Wels. L'œuvre, qui a d'abord été publiée dans le Volume II/2, p. 184–188 de la biographie Göllerich/Auer, est éditée dans le Volume XXIII/2, no 9 de la Bruckner Gesamtausgabe.
Am Grabe, une version révisée composée en 1861, a été exécutée aux funérailles de Joséphine Hafferl. 

## Texte
L'élégie utilise un texte de Ernst von Marinelli.
| Brüder, trocknet eure Zähren, stillt der Schmerzen herbes Leid, Liebe kann sich auch bewähren durch Ergebungsinnigkeit. Wohl ist dies das letzte Schauen auf die Leiche und den Sarg, doch die Seele, die sie barg, triumphiert durch Gottvertrau’n. Drum lasst uns den Herren preisen, der die Edelsten erwählt und für uns, die armen Waisen, auch den Himmel offen hält! Wollen hier am Grab geloben Treue, Recht und frommen Sinn, dass der Selige dort oben, hat sich unser Geist erhoben, uns zum Vater führe hin. | Mes frères, séchez vos larmes, Cessez le tourment de votre chagrin, L'amour peut aussi s'exprimer Dans l'intimité de la résignation. Pendant ce dernier regard Vers le corps et son cercueil, L'âme qu'il contenait, Triomphe par la confiance en Dieu. Prions dès lors le Seigneur, Qui élit le noble défunt Et pour nous, les pauvres orphelins, Maintient aussi le ciel ouvert ! Promettons auprès de cette tombe Fidélité, justice et pieuse dévotion, Que le bienheureux au ciel, Lorsque notre âme y arrivera, Nous conduise auprès du Père. |

## Composition
L'œuvre de 28 mesures en fa mineur est conçue pour chœur d'hommes (TTTB) et 3 trombones. La composition des deux premières strophes (mesures 1 à 8) est identique. Elle est suivie (mesures 9 à 16) par celle de la troisième strophe, et, après deux mesures instrumentales, celle de la dernière strophe (mesures 19 à 28).
Même si c'est un chant funèbre, il affiche peu de la l'atmosphère de deuil que l'on en attendrait. Le texte et la musique, avec en grande partie une harmonie diatonique et une prédominance des tonalités majeures, se concentre plutôt sur la confiance concernant la résurrection et le salut. Comme le concomitant Libera me, l'œuvre contient des prémices du style mature de Bruckner et constitue donc une place importante dans le développement musical de Bruckner.

## Discographie
Il y a trois enregistrements de Vor Arneths Grab :
- Jürgen Jürgens, Monteverdi-Chor, Bruckner - Music of St Florian Period (II) – CD : BSVD-0111 (Bruckner Archive), 1985
- Thomas Kerbl, Chorvereinigung Bruckner 08, Anton Bruckner Männerchöre – CD : LIVA 027, 2008
- Łukasz Borowicz, Anton Bruckner: Requiem, RIAS Kammerchor Berlin, Akademie für Alte Musik Berlin – CD : Accentus ACC30474, 2019

## Sources
- August Göllerich, Anton Bruckner. Ein Lebens- und Schaffens-Bild, vers 1922 – édition posthume par Max Auer, G. Bosse, Ratisbonne, 1932
- Keith William Kinder, The Wind and Wind-Chorus Music of Anton Bruckner, Greenwood Press, Westport, Connecticut, 2000
- Anton Bruckner – Sämtliche Werke, Band XXIII/2: Weltliche Chorwerke (1843-1893), Musikwissenschaftlicher Verlag der Internationalen Bruckner-Gesellschaft, Angela Pachovsky et Anton Reinthaler (Éditeurs), Vienne, 1989
- Cornelis van Zwol, Anton Bruckner 1824-1896 – Leven en werken, uitg. Thot, Bussum, Pays-Bas, 2012.  (ISBN 978-90-6868-590-9)
- Crawford Howie, Anton Bruckner - A documentairy biography, édition révisée en ligne